# Ypsilon2 Cassiopeiae
Ypsilon2 Cassiopeiae (υ2  Cassiopeiae , förkortat Ypsilon2 Cas, υ2 Cas) som är stjärnans Bayerbeteckning, är en stjärna belägen i mellersta delen av stjärnbilden Cassiopeja. Den har en skenbar magnitud på 4,62 och är synlig för blotta ögat. Baserat på parallaxmätning inom Hipparcosuppdraget på ca 16,3 mas, beräknas den befinna sig på ett avstånd av ca 200 ljusår (61 parsek) från solen.

## Egenskaper
Ypsilon2 Cassiopeiae är en gul till vit underjättestjärna av spektralklass G8 IIIb Fe-0,5, Den är en bariumstjärna, vilket kan betyda att den har en omkretsande vit dvärgstjärna som följeslagare.
Ypsilon2 Cassiopeiae har en massa som är 1,44 gånger solens massa och en radie som är omkring 10,3 gånger solens. Den utsänder från dess fotosfär ca 67 gånger mer energi än solen vid en effektiv temperatur på ca 4 937 K.